# عملية الفجر 7
عملية الفجر 7 (بالفارسية: عملیات والفجر 7) كانت عملية هجومية شنتها إيران خلال حرب الخليج الأولى. وتم إلغاء العملية بعد بضعة أيام فقط من القتال بسبب الظروف الخاصة في المنطقة، مثل: إطلاق المياه في المنطقة من قبل الجيش العراقي، وغيرها.
وكان الرمز العسكري للعملية هو "يا زهراء" (یازهرا)؛ وكانت مناطق العمليات المحددة تشمل محافظة خوزستان التي تقع على بُعد 110 كم شمال غرب الأهواز، ودهلران. (في منطقة زيد وكوشك، التي تقع في شمال محطة الحسينية.)
وفي النهاية، تم إنهاء العملية التي كان من المقرر القيام بها بعد عملية الفجر 6 (بسبب وضع معين وظروف العملية). وانتقلت عملية الفجر 7 إلى الخطوة التالية، وهي عملية الفجر 8 في 9 فبراير 1986 على الجبهات الجنوبية، الواقعة في عبادان (شبه جزيرة الفاو).